# Jhilmar Lora
Carlos Jhilmar Lora Saavedra (ur. 24 października 2000 w Limie) – peruwiański piłkarz występujący na pozycji środkowego obrońcy, reprezentant kraju, obecnie zawodnik Sportingu Cristal.

## Kariera klubowa
| Sezon | Klub             | Kraj | Rozgrywki        | Mecze | Bramki |
| ----- | ---------------- | ---- | ---------------- | ----- | ------ |
| 2019  | Sporting Cristal | Peru | Primera División | 1     | 0      |
| 2020  | Sporting Cristal | Peru | Primera División | 4     | 0      |
| 2021  | Sporting Cristal | Peru | Primera División | 34    | 0      |
| 2022  | Sporting Cristal | Peru | Primera División | 4     | 0      |

## Kariera reprezentacyjna
27 kwietnia 2021 r. menedżer Ricardo Gareca przedstawił wstępne 50-osobowe wyzwanie Copa América z Peru na Copa América 2021, w którym uczestniczył Jhilmar Lora. 21 maja został powołany po raz pierwszy do eliminacji Mistrzostw Świata 2022 przeciwko Kolumbii i Ekwadorowi. 10 czerwca weszła ostateczna nominacja reprezentacji narodowej na Copa América w Brazylii. W ćwierćfinałowym meczu turnieju z Paragwajem Lora zadebiutował z reprezentacją narodową, wchodząc na boisko w miejsce Aldo Corzo w 90+2 minuty. Mecz zakończył się wynikiem 3:3, a reprezentacja Peru wygrała w rzutach karnych, stając się jednocześnie pierwszym peruwiańskim zawodnikiem urodzonym w XXI wieku, który zadebiutował w Copa America. W kolejnych meczach, półfinale z Brazylią (0:1) i meczu o 3 miejsce z Kolumbią (2:3), Lora jeszcze dwukrotnie wyszła na boisko w miejsce Corzo i ostatecznie zajęła ze swoim zespołem czwarte miejsce turnieju.
29 sierpnia został pilnie powołany na eliminacje Mistrzostw Świata 2022 przeciwko Urugwajowi, Wenezueli i Brazylii. 24 września 2021 został wezwany do gry na potrójnej randce przeciwko Chile, Boliwii i Argentynie. W trzecim meczu potrójnej randki z Argentyną Lora zadebiutował z drużyną w rundzie eliminacyjnej Mistrzostw Świata FIFA, wchodząc na boisko jako starter. Mecz zakończył się wynikiem 1:0 na korzyść Argentyny, a także został pierwszym peruwiańskim graczem urodzonym w XXI wieku, który zadebiutował w kwalifikacjach Conmebol do Mistrzostw Świata.